# Pointe de la Diablée
La Pointe de la Diablée (2.928 m s.l.m.) è la montagna più alta dei Monti orientali di Gap nelle Alpi del Delfinato. Si trova nel dipartimento francese delle Alte Alpi.